# Technomyrmex fulvus
Technomyrmex fulvus é uma espécie de formiga do gênero Technomyrmex.